# Ablation Col
Der Ablation Col ist ein verschneiter Gebirgspass im Osten der Alexander-I.-Insel vor der Westküste der Antarktischen Halbinsel. Er verbindet das Ablation Valley mit dem Jupiter-Gletscher.
Das UK Antarctic Place-Names Committee benannte ihn am 18. Januar 2002 in Anlehnung an die Benennung des gleichnamigen Tals. 